# PKCS15
В криптографии PKCS#15 — один из стандартов семейства Public-Key Cryptography Standards (PKCS), опубликованных RSA Laboratories. Он определяет формат файла для хранения учетных данных пользователя (сертификаты, ключи) на криптографических токенах, таких как смарт-карты. PKCS#15 был разработан таким образом, что стандарт может быть реализован на любой смарт карте с базовой совместимостью ISO/IEC 7816. Для поддержки карт памяти и токенов, которые не имеют встроенной поддержки шифрования, было предусмотрено, что хранимые объекты могут быть зашифрованы и / или выполняется контроль целостности без шифрования. Для поддержки токенов, которые не имеют понятия «файлы», PKCS#15 был разработан так, чтобы позволить хранить всю информацию в одном непрерывном блоке памяти.

## Структура файла

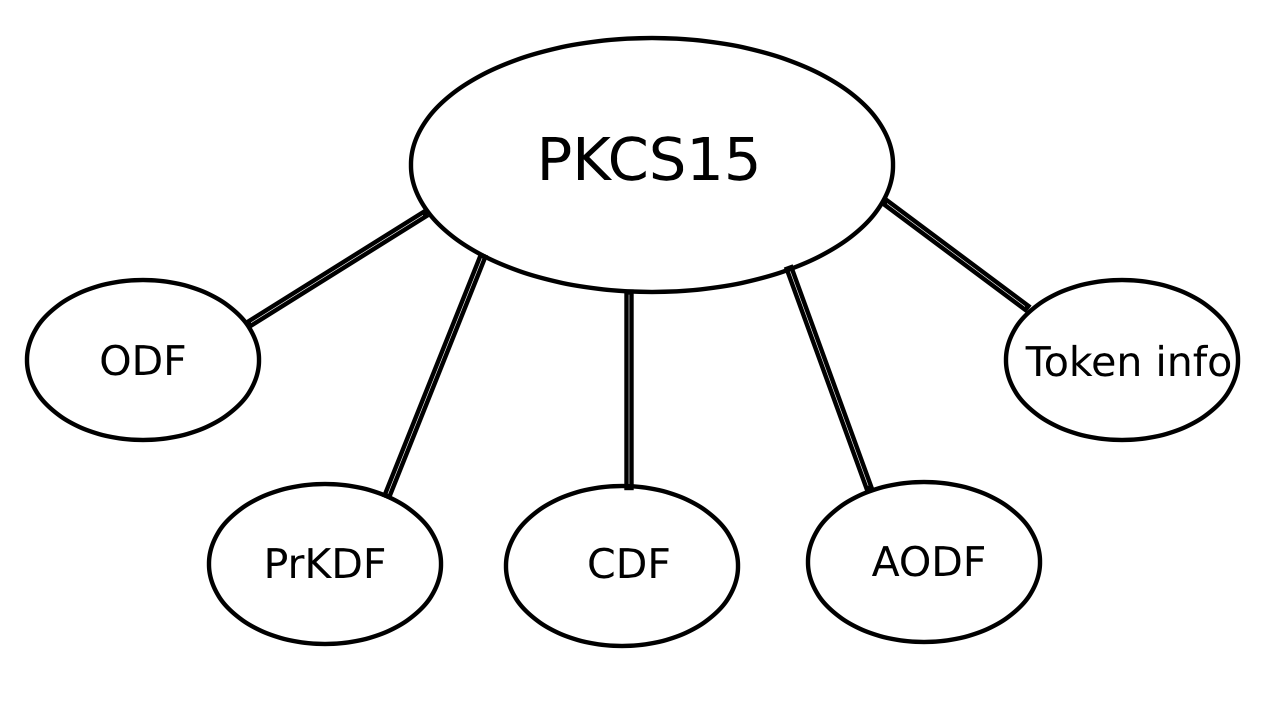
Структура файла

Содержимое файла PKCS#15 зависит от типа смарт-карты и её предполагаемого использования, но следующая структура файла наиболее распространенная, особенно когда карта предназначена для использования для идентификации или аутентификации.

### Файл каталога объектов (The Object Directory File, ODF)
Обязательный файл ODF состоит из указателей на другие элементарные файлы (PrKDF, PuKDF, SKDF, CDF, DODF и AODF), каждый из которых содержит каталог над объектами PKCS#15 определенного класса. Поэтому ODF имеет структуру, ориентированную на записи, где каждая запись является просто указателем на другой файл каталога.

### Файлы каталогов криптографических ключей (PrKDF, SKDF and PuKDF)
Эти файлы можно рассматривать как каталоги ключей, известных приложению PKCS#15. PrKDF содержит информацию о закрытых ключах. PuKDF содержат информацию об открытых ключах, а SKDF содержат информацию о секретных (симметричных) ключах. Все они являются необязательными, но как минимум один файл определенного вида должен присутствовать на смарт-карте, которая содержит ключи (или ссылки на ключи) этого конкретного вида, известные приложению PKCS#15. Файлы содержат общие атрибуты ключа, такие как метки, ограничения на использование ключа, идентификаторы, тип алгоритма, размер ключа (если применимо) и т. д. Кроме того, они содержат указатели на сами ключи.

### Файлы каталогов сертификатов (Certificate Directory Files, CDF)
Эти файлы можно рассматривать как каталоги сертификатов, известных приложению PKCS#15. Они являются необязательными, но по крайней мере один CDF должен присутствовать на смарт-карте, которая содержит сертификаты (или ссылки на сертификаты), известные приложению PKCS#15. Они содержат общие атрибуты сертификата, такие как метки, идентификаторы, тип сертификата и т. д. Они также содержат указатели на сами сертификаты. Когда сертификат содержит открытый ключ, соответствующий закрытому ключу, который также известен приложению PKCS#15, сертификат и закрытый ключ будут иметь общий идентификатор. Это упрощает поиск закрытого ключа с учетом сертификата и наоборот.

### Файлы каталогов доверенных сертификатов
Эти файлы имеют тот же синтаксис, что и обычные CDF, но содержат только доверенные сертификаты. В контексте PKCS#15 «доверенные сертификаты» — это сертификаты CA, которые не могут быть заменены владельцем карты.

### Файлы каталога объектов аутентификации (Authentication Object Directory Files, AODF)
Эти файлы могут рассматриваться как каталоги объектов аутентификации (например, PIN-кодов), известных приложению PKCS#15. Они являются необязательными, но на смарт-карте должен быть хотя бы один AODF, который содержит объекты аутентификации, ограничивающие доступ к объектам PKCS#15. Они содержат общие атрибуты объекта аутентификации, такие как (в случае ПИН) разрешенные символы, длина ПИН, символ заполнения ПИН и т. д. Кроме того, они содержат указатели на сами объекты аутентификации (например, в случае ПИН, указатели на каталог в который находится в ПИН-файле). Объекты аутентификации используются для управления доступом к другим объектам, таким как ключи. Каждый объект в этом файле имеет уникальный ссылочный номер, который используется в целях перекрестных ссылок, например, с PrKDF для связывания ключей с объектами аутентификации.

### Файлы каталогов объектов данных, DODF
Эти файлы можно рассматривать как каталоги объектов данных (кроме ключей или сертификатов), известных приложению PKCS#15. Они являются необязательными, но по крайней мере один DODF должен присутствовать на смарт-карте, которая содержит такие объекты данных (или ссылки на такие объекты данных), которые известны приложению PKCS#15. Они содержат общие атрибуты объекта данных, такие как идентификация приложения, которому принадлежит объект данных, является ли он частным или общедоступным объектом и т. д. Кроме того, они содержат указатели на сами объекты данных.

### Файл информация о токене
Обязательный файл TokenInfo содержит общую информацию о токене как таковом и его возможностях, как видно из приложения PKCS#15. Например, поддерживаемые алгоритмы, серийный номер токена и т. д. Для экономии места в памяти были подготовлены положения для перекрестной ссылки информации об алгоритме из файлов PrKDF, PuKDF и SKDF в этот файл.

## Преимущества
- Платформо-независимый, то есть разрешить взаимодействие между работающими компонентами на разных платформах;
- независимость от поставщика, то есть разрешить приложениям использовать преимущества продуктов и компонентов от нескольких производителей;
- использование достижений в технологии без переписывания прикладного программного обеспечения;
- поддерживать согласованность с существующими, связанными стандартами, расширяя их только при необходимости и на практике.